# Jaroslav Klícha
Jaroslav Klícha (27. dubna 1929 Leskovec – 27. prosince 2006) byl český a československý politik Komunistické strany Československa, československý generál, náčelník Hlavní politické správy ČSLA a poslanec Sněmovny lidu Federálního shromáždění za normalizace.

## Biografie
XVII. sjezd KSČ ho zvolil za člena Ústředního výboru KSČ. Do hodnosti generálplukovníka byl povýšen 1. května 1986. K roku 1986 se uvádí jako náčelník Hlavní politické správy ČSLA. V této funkci je připomínán i k 1. květnu 1989. Setrval zde až do sametové revoluce. V roce 1990 se již uvádí jako důchodce.
Ve volbách roku 1986 zasedl za KSČ do Sněmovny lidu (volební obvod č. 20 – Slaný, Středočeský kraj). Ve Federálním shromáždění setrval do ledna 1990, kdy rezignoval na mandát v rámci procesu kooptací do Federálního shromáždění po sametové revoluci.

## Vyznamenání
- Řád rudé hvězdy
- Řád práce
- Medaile Za službu vlasti
- Vyznamenání Za zásluhy o obranu vlasti
- Medaile Za upevňování přátelství ve zbrani [9],II. stupeň
- Vyznamenání Za zásluhy o výstavbu, č. matriky 18 301, 1971
- Pamětní medaile k 25. výročí Vítězného února
- Pamětní medaile k 30. výročí národně osvobozeneckého boje našeho lidu a osvobození Československa Sovětskou armádou